# Valle San Floriano
Valle San Floriano è una frazione del comune italiano di Marostica, in provincia di Vicenza.

## Geografia fisica
Come suggerisce il toponimo, il paese si trova sul fondo di una valle, solcata dal torrente la Valletta che, aprendosi sulla pianura veneta poco più a est del centro di Marostica, si incunea tra le colline che anticipano l'altopiano di Asiago.

## Storia

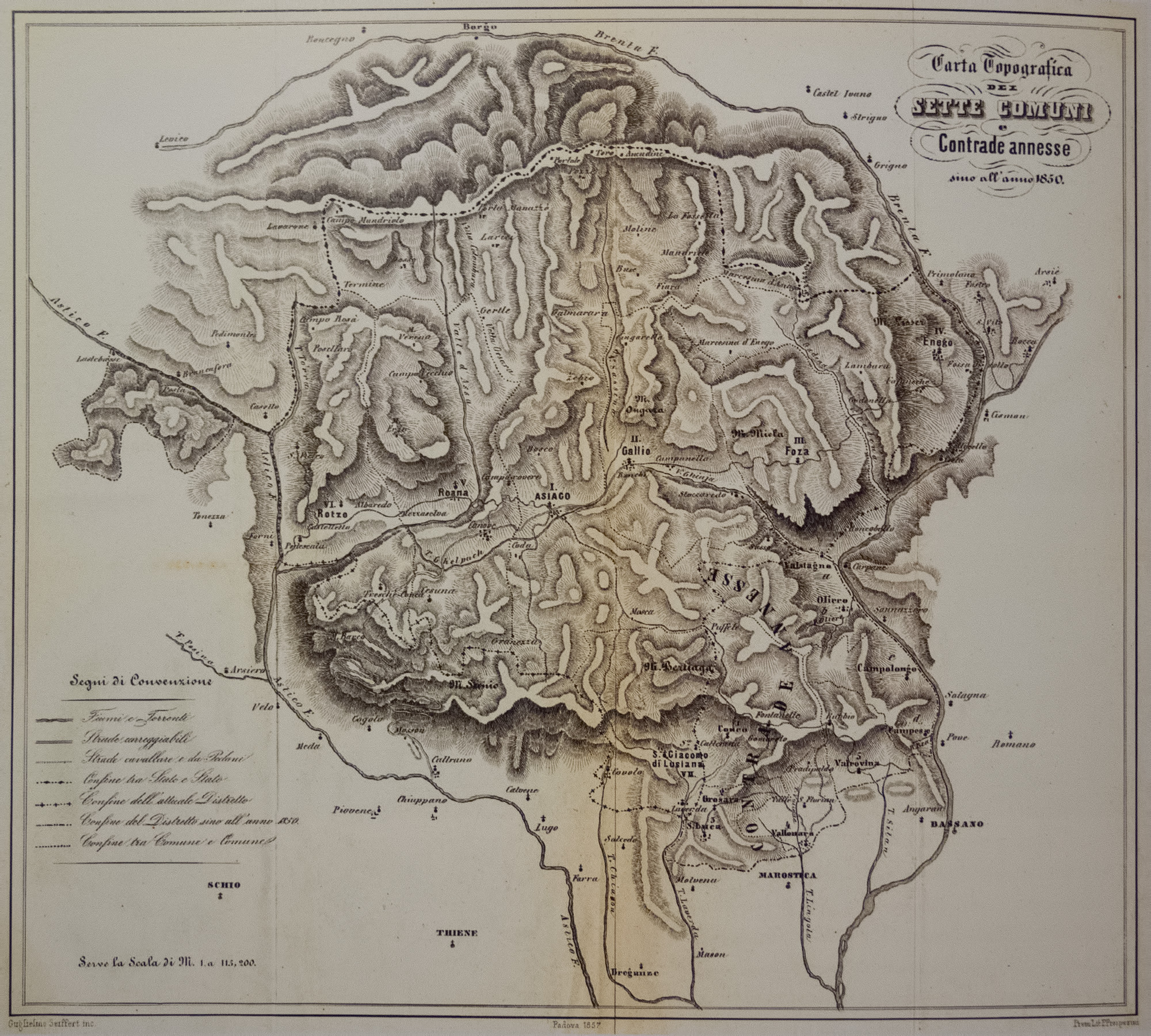
Carta ottocentesca raffigurante il territorio della ex Federazione dei Sette Comuni: nel territorio di Vallonara, a sua volta compreso tra le Contrade Annesse, compare anche Valle S. Florian.

La prima citazione - indiretta - della località si trova in un documento vescovile di Vicenza del 983, dove compare, quale testimone, un Henricus de Sancto Floriano.
Valle San Floriano ebbe una certa importanza nel medioevo come sede di un potente monastero benedettino, con giurisdizione su tutta la destra del Brenta fino a Foza. Le prime notizie risalgono al 1124, quando il vescovo di Padova Sinibaldo scambiò con Tiso da Camposampiero le proprietà che il cenobio deteneva a Campese, allo scopo di fondarvi il monastero di Santa Croce.
Con il trascorrere degli anni il monastero cominciò a decadere, finché nel 1402 Stefano da Carrara, amministratore della diocesi di Padova e più tardi vescovo, lo diede in commenda ai frati di Santa Maria in Vanzo. Nel 1455 fu unito all'abbazia di Sant'Eufemia di Villanova. Nei secoli successivi fu dato in commenda a varie personalità, sia ecclesiastici che laici, che ebbero diritti sulle rendite e sulla scelta dell'abate.
Successivamente il territorio fece parte della Federazione dei Sette Comuni, rientrando nel novero delle cosiddette Contrade Annesse. Presso Borgo Giara sussiste uno degli antichi cippi che ne segnavano il confine meridionale. In epoca contemporanea fu frazione del comune di Vallonara e ne seguì le sorti quando questo venne soppresso e aggregato a Marostica (1938).
Allo scoppio del primo conflitto mondiale divenne una zona di interesse logistico per l'esercito italiano, infatti fu uno dei punti di partenza per le teleferiche che salivano verso l'altopiano di Asiago.

## Sport
Valle San Floriano è sede dell'atterraggio della competizione di parapendio denominata Flory Cup che si svolge dal 2023 (la prima edizione, programmata per il 2020, venne annullata per la pandemia di COVID-19) come evento satellite del Trofeo Montegrappa.

## Monumenti e luoghi d'interesse

### Chiesa parrocchiale
Un tempo chiesa del monastero (sebbene fosse allora intitolata a san Biagio), aveva anche le prerogative di pieve che, stando a una testimonianza del 1173, deteneva già prima del terremoto del 1117.
Secondo la relazione della visita pastorale del vescovo Pietro Barozzi, nel 1488 la chiesa necessitava di restauri che furono prontamente effettuati (infatti durante la visita successiva fu trovata in migliori condizioni). Nel 1851 venne soffittata e nel corso del Novecento subì ampliamenti e restauri.
All'interno è collocata una pala di Francesco Pisoni con San Francesco di Paola (1777). L'altare maggiore è ornato da due angeli reggitorcia in pietra, scolpiti della seconda metà del Settecento da maestranze venete, e da una pala con i Santi Floriano e Gaetano Thiene, di poco precedente.

### Chiesa della Madonna del ciclista
In contrà Pianezzola, è un edificio recente progettato da Paolo Brentel nel 2006. È costituita da cinque setti murari gettati sul posto, alternati a vetrate. La croce è opera di Roberto Lanaro.
All'interno sono conservate la Madonna del Ciclista, realizzata in maiolica di Gigi Carron, l'altare di Gabriele Todesco, gli Evangelisti di Gianni Tosin e il Cristo di Gianni Bertacco. Merita un cenno anche il pavimento, costituito da marmi estratti da cave locali (verdello di Rubbio e rosso "Magnabosco" del monte Corno), che richiama la geometria salinon.